# Paul Steele
Paul Steele (* 5. Dezember 1957 in New Westminster) ist ein ehemaliger kanadischer Ruderer.
Bei den Panamerikanischen Spielen 1983 in Caracas gewann der kanadische Vierer mit Steuermann die Bronzemedaille in der Besetzung Paul Steele, Ron Burak, Blair Horn, Nick Toulmin und Steuermann Paul Tessier. 1984 trat der kanadische Achter mit Blair Horn, Dean Crawford, Michael Evans, Paul Steele, Grant Main, Mark Evans, Kevin Neufeld, Patrick Turner und Steuermann Brian McMahon an. Bei den Olympischen Spielen 1984 belegten die Kanadier im ersten Vorlauf den zweiten Platz hinter den Neuseeländern und qualifizierten sich im Hoffnungslauf mit einem zweiten Platz hinter den Australiern für das Finale. Im Finale siegten die Kanadier mit vier Zehntelsekunden vor dem US-Achter, die Bronzemedaille gewannen mit zwei Sekunden Rückstand die Australier vor den Neuseeländern.
Bei den Commonwealth Games 1986 in Edinburgh siegten Patrick Turner, Paul Steele, Kevin Neufeld und Grant Main im Vierer ohne Steuermann. Vier Wochen darauf belegten sie den vierten Platz bei den Ruder-Weltmeisterschaften in Nottingham. 1987 kehrten die vier Ruderer zurück in den kanadischen Achter und belegten den fünften Platz bei den Weltmeisterschaften in Kopenhagen. Zum Abschluss seiner Karriere erreichte Steele mit dem kanadischen Achter das Olympiafinale 1988 und belegte in Seoul den sechsten Platz.
Der 1,95 m große Steele, Absolvent der University of British Columbia, wurde 1985 in die British Columbia Sports Hall of Fame und 2003 in die Canadian Olympic Hall of Fame aufgenommen.